# فرانك ميتشيل (لاعب اتحاد الرغبي)
فرانك ميتشيل (بالإنجليزية: Frank Mitchell)‏ (و. 1872 – 1935 م) هو لاعب اتحاد الرغبي، ولاعب كريكت من جنوب أفريقيا، والمملكة المتحدة، والمملكة المتحدة لبريطانيا العظمى وأيرلندا، توفي في بلاكهيث، لندن، عن عمر يناهز 63 عاماً.

## التعليم
تعلم في كلية غنفيل وكيوس
.

## جوائز
حصل على جوائز منها:

لاعب كريكت ويسدن للسنة ‏

## روابط خارجية
- فرانك ميتشيل على موقع إي آس بي آن كريك إنفو (الإنجليزية)
- فرانك ميتشيل عل موقع إسبنسكروم (الإنجليزية)